# Bron Breakker
Bronson Rechsteiner (* 24. Oktober 1997 in Woodstock, Georgia) ist ein US-amerikanischer Wrestler. Er steht seit 2021 bei der WWE unter Vertrag und tritt regelmäßig in deren Show RAW auf. Sein bislang größter Erfolg ist der Erhalt der WWE Intercontinental Championship.

## Biografie

### Anfänge
Rechsteiner ist der Sohn von Rick Steiner und der Neffe von Scott Steiner. Rick und Scott Steiner bildeten als Steiner Brothers eines der erfolgreichsten Tag Teams der 1990er-Jahre. Am 8. Oktober 2020 gab er sein Wrestling-Debüt bei dem WrestleJam 8 Event, dort konnte er Jamie Hall besiegen.

### World Wrestling Entertainment
Am 26. Februar 2021 wurde bekannt gegeben, dass er einen Vertrag bei WWE unterschrieben hat. Am 14. September 2021 bestritt er sein erstes Match für WWE, er besiegte LA Knight. Am 5. Dezember 2021 bestritt er bei NXT WarGames (2021) zusammen mit Carmelo Hayes, Tony D’Angelo und Grayson Waller als Team 2.0 ein War Games-Match. Hier besiegten sie das Team Black & Gold, bestehend aus Tommaso Ciampa, Johnny Gargano, Pete Dunne und LA Knight. Am 4. Januar 2022 gewann er die NXT Championship, hierfür besiegte er Tommaso Ciampa. Die Regentschaft hielt 63 Tage, er verlor den Titel am 8. März 2022 an Dolph Ziggler. Am 4. April 2022 konnte er die NXT Championship von Ziggler zurückgewinnen. Die Regentschaft hielt 362 Tage, er verlor den Titel am 1. April 2023 bei NXT Stand & Deliver (2023) an Carmelo Hayes. Im Anschluss turnte Breakker Heel.
Am 16. Februar 2024 wechselte er in den Roster von SmackDown. Am 3. August 2024 gewann Bron Breakker bei Summerslam den WWE Intercontinental Championship von Sami Zayn. Diesen Titel verlor er am 23. September, nach knapp 7 Wochen Regentschaft, an Jey Uso. Er gewann den Titel in einem Rematch am 21. Oktober zurück. Bei Wrestlemania 41 am 20. April 2025 verlor er in einem Fatal Four-Match gegen Penta, Dominic Mysterio und Finn Balor den Titel an Mysterio.

#### Allianz mit Paul Heyman und Seth Rollins
In der RAW-Ausgabe nach WrestleMania 41 rettete er Paul Heyman und Seth Rollins vor Angriffen von Roman Reigns und CM Punk und stellte sich dabei als Mitglied eines neuen Heel-Stables rund um Rollins und den Manager Paul Heyman heraus. Heyman hatte bei WresteMania Reigns und CM Punk hintergangen und sich als neuer Manager von Rollins entpuppt. Bei  Money in the Bank am 7. Juni 2025 half er mit Stable-Kollegen Bronson Reed Seth Rollins zum Sieg im Ladder-Match.
Beim Summerslam 2025 verlor er mit Bronson Reed gegen Roman Reigns und Jey Uso. 

## Wrestling-Stil und Gimmick
Breakker wrestelt im „Powerhouse“-Stil. Seit seiner Ankunft im Main Roster wird er als Monster-Heel dargestellt. Seine Finisher sind ein Camel Clutch namens Steiner Recliner (ein Move, den er von seinem Onkel Scott Steiner übernommen hat), ein Gorilla Press Powerslam und ein Spear. (siehe: Liste von Wrestling-Kampftechniken).

## Titel und Auszeichnungen

### Als Ringer
- 2016 Georgia Class AAAAAA State Champion Gewichtsklasse 220 lb

### Als Wrestler
- ESPN
  - 2023 Platz 6 im 30 Best Professional Wrestlers Aged Under 30

- Pro Wrestling Illustrated
  - 2022 Platz 26 im PWI 500

- World Wrestling Entertainment
  - 2× WWE Intercontinental Champion
  - 2× NXT Champion
  - 1× NXT Tag Team Champion mit Baron Corbin
  - 2024 Men's Dusty Rhodes Tag Team Classic mit Baron Corbin